# チェレプニン・コレクション
チェレプニン・コレクション (Collection Alexandre Tcherepnine) は、作曲家アレキサンダー・チェレプニンが1930年代に、日本と中国の作曲家の作品を、日本と中国そして欧米各国で出版したシリーズ。「チェレプニン・エディション」「チェレプニン楽譜」とも言われる。

## 概要
ロシア出身でパリへ亡命した作曲家アレキサンダー・チェレプニンは、1934年から37年まで上海で暮らし、東アジアの音楽を研究していた。1934年4月に来日して新興作曲家連盟の作曲家たちと交流し、清瀬保二、松平頼則、伊藤昇、早坂文雄らの作曲家たちは自作を見せてチェレプニンの指導を仰いだ。交流の中で日本人作品の出版が日本では困難な状況を知ったチェレプニンは、彼らの作品を米国で出版して世界に紹介することにした。
翌1935年4月にチェレプニン・コレクションの第1集が、ユニヴァーサル楽譜の日本代理店である龍吟社から刊行された。その後も次々に刊行が続き、コレクションとして日本と中国の作曲家13名による39点の作品が出版された。内容はピアノ曲、歌曲、室内楽、管弦楽の総譜とパート譜で、ニューヨーク、ウィーン、パリでも同時発売された。表紙には作曲家の小船幸次郎が描いたイラストが採用された。なおコレクションには、1935年のチェレプニン賞1等入賞の伊福部昭『日本狂詩曲』と、同2等の松平頼則『パストラール』も含まれている。

## コレクション一覧
チェレプニン・コレクション全39作品の作曲家別リストは次のとおり。【】内はコレクション番号。

### 日本の作品
- 伊福部昭: 日本狂詩曲 (1935) (管弦楽)【No.24】
- 伊福部昭: 盆踊 (1933) (Pf)【No.26】
- 伊福部昭: 七夕 (1933) (Pf)【No.27】
- 伊福部昭: 演伶 (1933) (Pf)【No.28】
- 伊福部昭: 佞武多 (1933) (Pf)【No.29】
- 伊福部昭: 土俗的三連画 (1937) (室内管弦楽)【No.35】
- 江文也: スケッチ (1935) 《日本近代ピアノ曲集第一》【No.5】
- 江文也: 三舞曲 作品7 (1936?) (Pf)【No.14】
- 江文也: 生蕃四歌曲集 (1935)  (中声)【No.15】
- 江文也: スケッチ五曲 作品4 (1935) (Pf)【No.16】
- 江文也: バガテル（十六の断章） 作品18 (1936) (Pf)【No.18】
- 江文也: フルート・ソナタ「祭典」 (1936)【No.37】
- 江文也: 北京万華鏡 (1938) (Pf)【No.39】
- 太田忠: 交通標識 (1936) 《日本近代ピアノ曲集第一》【No.5】
- 荻原利次: 日本祭礼舞曲 (1936) (Pf)【No.30】
- 荻原利次: フルートとピアノの三楽章 (1936)【No.36】
- 清瀬保二: 《ピアノ曲集第1》(小組曲、舞曲二曲、丘の春)【No.4】
- 清瀬保二: 丘の春 (1932) 《日本近代ピアノ曲集第一》【No.5】
- 清瀬保二: 小組曲 (1935) (Pf)【No.10】
- 清瀬保二: 信濃民謡六曲 (1929)  (中高声)【No.21】
- 近衛直麿、近衛秀麿編曲: 越天楽 (管弦楽)【No.6】
- 小船幸次郎: 日本の子供へ送るピアノ曲 (1936) (カラー挿絵付き12の小品)【No.20】
- 小船幸次郎: 《三つのインヴェンション》 (室内楽) (1936)【No.25】
- 小船幸次郎: ピアノ・インヴェンション (1936)【No.32】
- 小船幸次郎: 弦楽四重奏曲第1 (1936)【No.33】
- 小船幸次郎: ギターのためのソナチネ (1936)【No.34】
- 小船幸次郎: ピアノ独奏のための随想曲第一至第二(1936)【No.38】
- 早坂文雄: 夜曲第1番 (1936) (Pf)【No.31】
- 松平頼則: 前奏曲ニ調 (1934) 《日本近代ピアノ曲集第一》【No.5】
- 松平頼則: パストラール (1935) (管弦楽)【No.8】
- 松平頼則: フルート小奏鳴曲 (1936) (Fl, Pf)【No.11】
- 松平頼則: Music Box (Pf)【No.12】
- 松平頼則: 南部民謡七曲 (1928-38) (高声)【No.22】
- 箕作秋吉: 小交響曲ニ長調 (1934)【No.7】
- 箕作秋吉: 夜の狂詩曲 (1937?) (Pf)【No.13】

### 中国の作品
- 賀緑汀: 牧童短笛 (Pf)【No.1】
- 賀緑汀: 郷愁 (Pf)【No.9】
- 賀緑汀: 四歌曲 (中高声)【No.23】
- 劉雪庵（英語版）: 三歌曲 (中低声)【No.3】
- 劉雪庵: 四歌曲 (中低声)【No.19】
- 老志誠（中国語版）: 牧童之楽 (Pf)【No.2】
- 老志誠: 秋興 (Pf)【No.17】